# Центр європейської політики

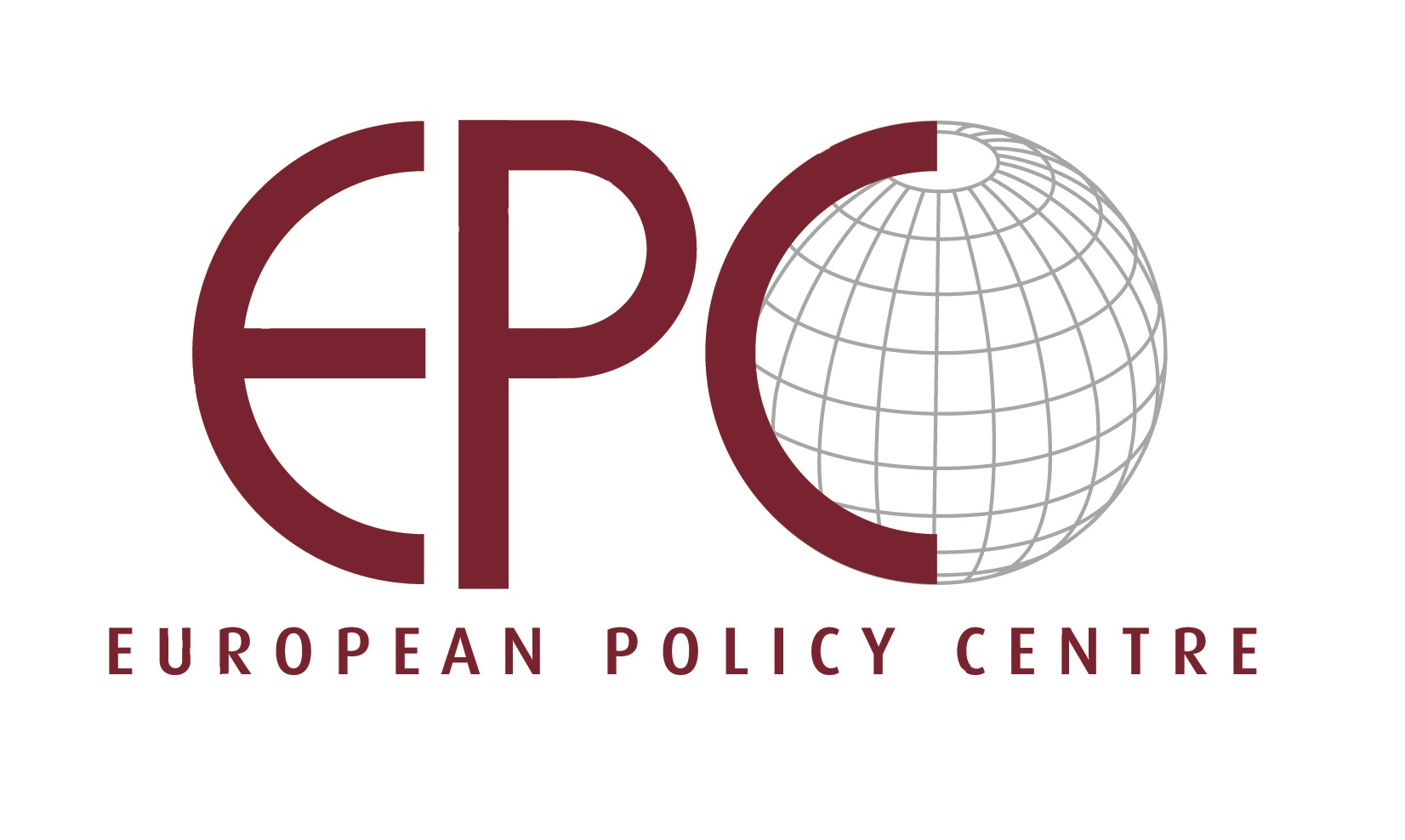
Логотип ЦЄП

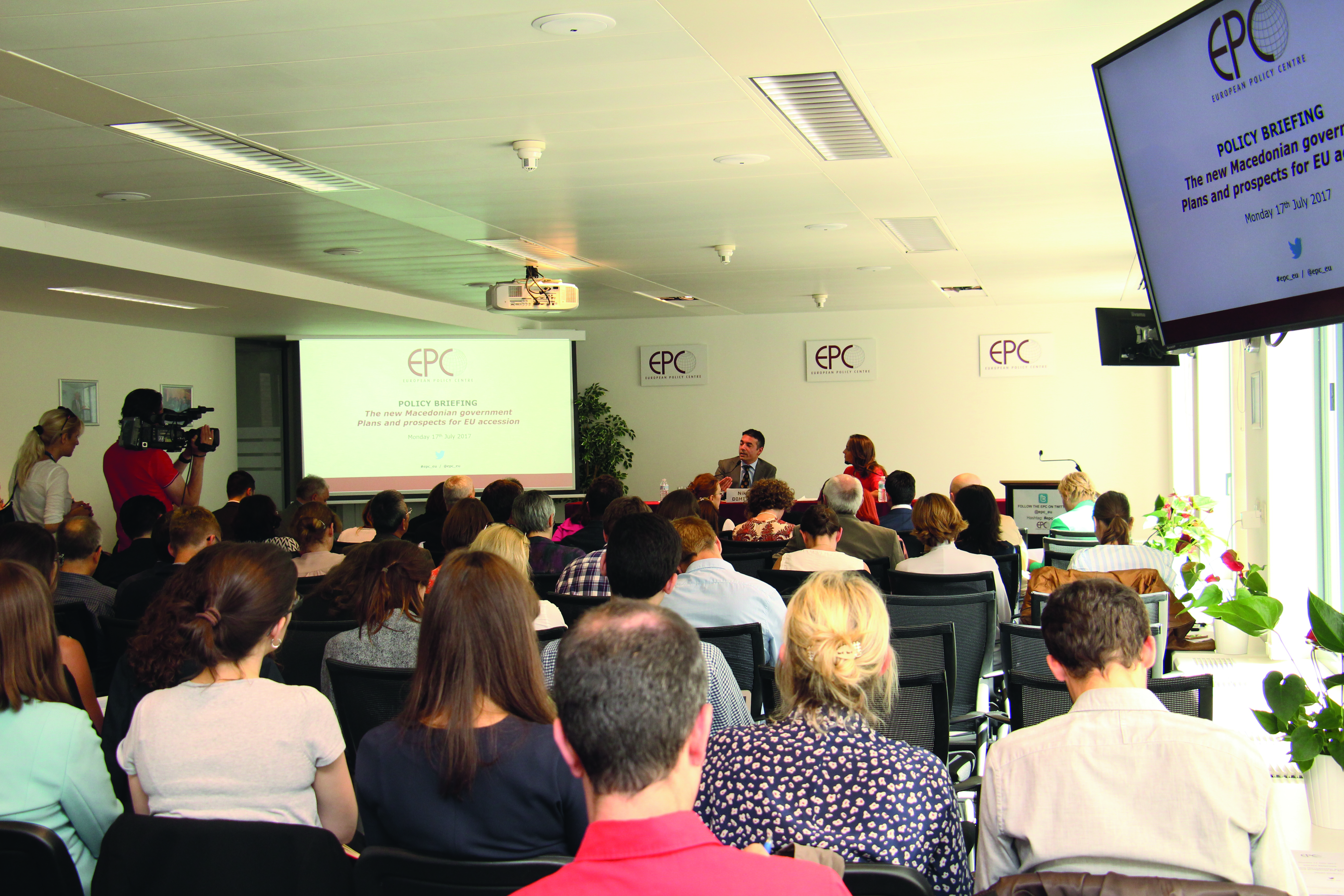
Конференц-центр ЦЄП

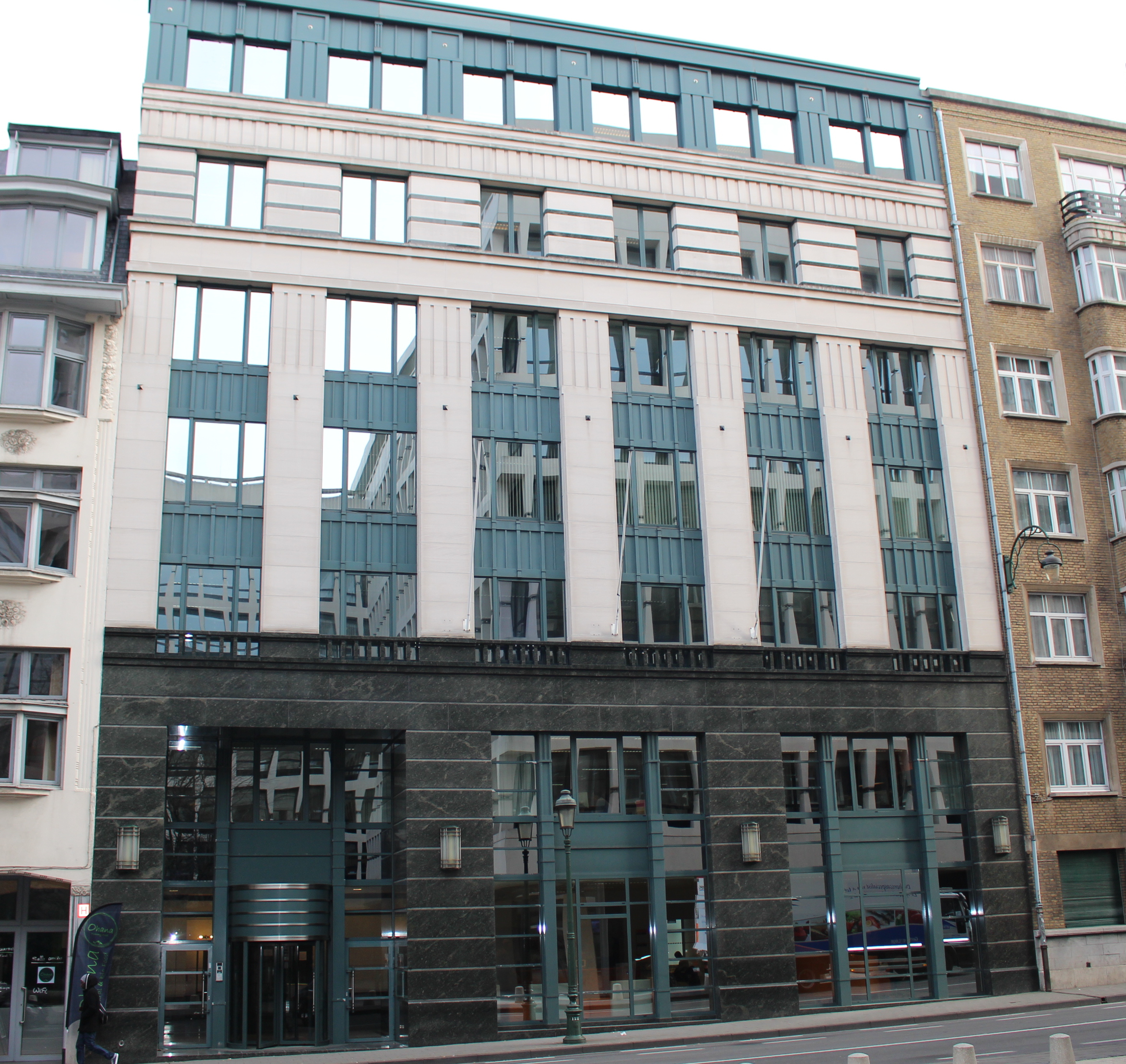
Приміщення Центру європейської політики на Рю де Трон 14–16 у Брюсселі (Бельгія).

Центр європейської політики (ЦЄП) — це розташований у Брюсселі некомерційний аналітичний центр зі справ Європейського Союзу, заснований у 1997 році.

## Діяльність
При президентові Брігід Лаффан головним виконавчим директором ЦЄП є Фабіан Зулег, німецький економіст. Керівником досліджень центру є Яніс А. Еммануілідіс, німецько-грецький політолог і економіст. 33 аналітики ЦЄП мають різне походження. Вони проводять дослідження та аналіз, організовують зустрічі експертів і заходи з основними зацікавленими сторонами, пов'язаними з ЄС і глобальними справами, а також проводять аналіз політики в онлайні та в друкованому вигляді. ЦЄП також співпрацює з 28 старшими радниками та 14 науковими співробітниками.
Робота EPC над політиками організована за шістьма основними програмами:
- Політична економія Європи (на чолі з Георгом Рікелесом, заступником директора)
- Європа у світі (під керівництвом Рікардо Борхеса де Кастро, заступника директора)
- Соціальна Європа та добробут (під керівництвом Елізабет Кайпер, заступник директора)
- Європейська політика та інституції (на чолі з Коріною Стратулат, заступником директора)
- Європейська міграція та різноманітність (під керівництвом Альберто Горст-Нейдхардта, старшого політичного аналітика)
- Стале процвітання для Європи (під керівництвом Стефана Сіпки, старшого політичного аналітика)

Крім того, ЦЄП веде проєкт Connecting Europe (за підтримки Фонду Меркатора), який сприяє стійким обмінам між ініціативами громадянського суспільства по всій Європі та спільнотою політиків у Брюсселі.
До минулих доповідачів належать Урсула фон дер Ляєн, президент Європейської комісії; Маргарет Чен, колишній генеральний директор Всесвітньої організації охорони здоров'я ; Жозеп Боррель, Верховний представник ЄС із зовнішньої політики та віце-президент Європейської комісії; Жак Делор, колишній президент Європейської комісії; Маріо Драгі, колишній прем'єр-міністр Італії та колишній президент Європейського центрального банку ; Жан-Клод Юнкер, колишній президент Європейської комісії ; Крістін Лагард, президент Європейського центрального банку та колишній директор Міжнародного валютного фонду ; Мартін Шульц, колишній президент Європейського парламенту; Саліл Шетті, колишній генеральний секретар Amnesty International ; Дональд Туск, колишній президент групи Європейської народної партії та колишній президент Європейської ради ; а також численні високопоставлені міністри та офіційні особи з багатьох країн ЄС і поза ЄС.

## Фінансування
Фінансування ЦЄП надходить із кількох джерел, у тому числі від його стратегічних партнерів: Фонду короля Бодуена в Бельгії та Stiftung Mercator у Німеччині, а також програми Європейського Союзу CERV. Воно також надходить із членських внесків і грантів від ЄС та інших організацій. Подробиці про них опубліковано на його сайті.

## Управління
Брігід Лаффан є президентом Центру європейської політики та очолює його Стратегічну раду, до якої входять багато відомих діячів ЄС: Жан-Клод Юнкер, Фредеріка Могеріні, Хоакін Альмунія, Марія Жоао Родрігес, лорд Керр з Кінлочарда, Янез Поточник, Андре Сапір, Вольфганг Шюссель, Ріта Зюсмут, Марта Дассу, Кетрін Дей, Моніка Фрассоні та Наталі Точчі та багато інших.
Генеральну асамблею та Правління ЦЄП очолює Деклан Келлехер, колишній посол Ірландії в ЄС та Китаї.
Серед колишніх президентів Центру європейської політики є Герман Ван Ромпей, Пітер Сазерленд (1998—2011) і Філіп Мейштадт (2011—2014). До колишніх голів правління входять Девід О'Салліван, колишній посол ЄС у США, Хайвел Сері Джонс, засновник програми Erasmus; Антоніо Віторіно, колишній єврокомісар; і Меглена Кунєва, колишній єврокомісар.

## Членство
Членами ЦЄП є близько 350 організацій, які охоплюють широкий спектр зацікавлених сторін, від дипломатичних посольств до компаній, неурядових організацій, а також регіональних і місцевих органів влади. Члени беруть участь у заходах, семінарах, робочих групах і круглих столах.
Серед українських організацій — членів ЦЄП p 2021 року є Федерація роботодавців нафтогазової галузі.

## Тютюнові компанії
У січні 2010 року було опубліковано дослідження, в якому стверджувалося, що в 1990-х роках ЦЄП допомогла тютюновим компаніям, а також іншим галузевим групам лобіювати «забезпечення того, щоб рамки ЄС для оцінки варіантів політики підкреслювали інтереси бізнесу за рахунок громадського здоров'я».